# 하이센스 (잡지)
《하이센스》(High Sense)는 하얀샘이 발행하던 월간 만화 잡지이다. 1989년에 창간되어 1994년에 폐간되었다. 만화가 김영숙이 중심되어 운영된 잡지로 김영숙은 《갈채》, 《블랙타임0시》, 《죠슈아》를 동시에 연재하기도 하였다. 

## 연재 작품
- 17세의 나레이션
- 갈채
- 나만의 프린스
- 러브 스매시
- 블랙타임0시
- 죠슈아

## 같이 보기
- 르네상스
- 댕기
- 윙크
- Issue
- PARTY